# Muisspechten
Muisspechten zijn een onderfamilie van vogels binnen de familie ovenvogels (Furnariidae) uit de orde zangvogels. 
De Nederlandse naam muispecht is een beetje verwarrend omdat deze vogels niet verwant zijn aan de spechten. Spechten zijn geen zangvogels terwijl deze muisspechten wel behoren tot de zangvogels.

## Kenmerken
Het verenkleed is meestal olijfbruin met roodbruine vleugels. De stevige, relatief lange snavel is recht of iets omlaag gebogen. De lange, eigenaardig gevormde staart heeft stijve, naar binnen gebogen veerschachten. Ze hebben krachtige poten met lange, scherpe nagels. Sommige soorten hebben dunnere, naar beneden gebogen snavels, anderen weer (geslacht Campylorhamphus) hebben een lange, sikkelvormige snavel, die een derde van de totale lichaamslengte in beslag neemt. De lichaamslengte bedraagt 14 tot 37 cm.

## Leefwijze
De meeste muisspechten eten insecten en andere ongewervelden, terwijl de grotere soorten ook hagedissen en kikkers eten. Weer andere soorten volgen zwermen trekmieren, die de insecten opjagen, die dan door de vogels worden gevangen. Op zoek naar voedsel klimmen de vogels rechtlijnig of spiraalgewijs omhoog en inspecteren de boom naar insecten.

## Verspreiding
Deze familie komt voornamelijk in Zuid-Amerika voor.

## Taxonomie
Lijst van geslachten naar geslachtengroep (tribus):
- Subfamilie Dendrocolaptinae (muisspechten)
  - Tribus Sittasomini
    - Geslacht Certhiasomus (1 soort: vlekkeelmuisspecht)
    - Geslacht Deconychura (3 soorten langstaartmuisspechten)
    - Geslacht Dendrocincla (6 soorten)
    - Geslacht Sittasomus (1 soort: grijze muisspecht)

  - Tribus Dendrocolaptini
    - Geslacht Campylorhamphus (6 soorten)
    - Geslacht Dendrexetastes	(1 soort: bruinkeelmuisspecht)
    - Geslacht Dendrocolaptes	(5 soorten)
    - Geslacht Dendroplex	(2 soorten)
    - Geslacht Drymornis	(1 soort: sabelmuisspecht)
    - Geslacht Drymotoxeres (1 soort: wulpbekmuisspecht)
    - Geslacht Glyphorynchus	(1 soort: wigsnavelmuisspecht)
    - Geslacht Hylexetastes (3 soorten)
    - Geslacht Lepidocolaptes	(11 soorten)
    - Geslacht Nasica	(1 soort: langsnavelmuisspecht)
    - Geslacht Xiphocolaptes	(4 soorten)
    - Geslacht Xiphorhynchus	(13 soorten)